# Zagożdżon
Zagożdżon – historyczna część Pionek, jedna z dwóch (obok Pionek) oryginalnych wsi, które w 1932 roku połączono w jeden organizm osadniczy, prekursor dzisiejszego miasta Pionki. Mimo że organizm osadniczy przejął nazwę od wsi Pionki, Zagоżdżon był siedmiokrotnie większy od niej w chwili połączenia obu wsi.
Zagоżdżon stanowi środkowo-północną część Pionek. Lokacja dawnej wsi Zagożdżon odpowiada rejonowi dzisiejszej ulicy Kościuszki, na południe od Zagożdżonki, jednak nowoczesne centrum Zagożdżona wykształciło się wzdłuż dzisiejszych ulic Kolejowej i Zwycięstwa, o zwartej zabudowie jedno- i dwupiętrowej, z kamienicami. Na Zagożdżonie znajduje się m.in. główna stacja kolejowa Pionek (do 1938 o nazwie Zagożdzon) oraz Urząd (Wiejskiej) Gminy Pionki (dawniej siedziba Pionek).

## Historia
Zagоżdżon to dawniej samodzielna wieś. W 1827 roku było tu siedem domów i 83 mieszkańców, a pod koniec XIX wieku już 29 domów i 275 mieszkańców. W latach 1867–1931 należał do gminy Jedlnia w powiecie kozienickim w guberni radomskiej.
W II RP przeszedł do woj. kieleckiego. Według powszechnego spisu ludności z 1921 roku nazwa Zagоżdżon odpowiadała czterem jednostkom osadniczym. Największą z nich była wieś Zagоżdżon, licząca 710 mieszkańców. Obok niej istniały także: osada fabryczna Zagоżdżon (21 mieszkańców), osada leśna (21 mieszkańców) i osada młyńska (10 mieszkańców).
1 października 1931 utworzono wiejską gminę Pionki z części gminy Jedlnia. W jej skład weszły: a) wieś Zagożdżon z osadą młyńską Zagożdżon i terenami zajętymi przez państwową wytwórnię prochu i materiałów kruszących; b) wieś Pionki wraz z osadą młyńską Pionki; oraz c) niezabudowana miejscowość Kurdjon. Gmina przejęła nazwę od (dużo mniejszej) wsi Pionki, natomiast siedzibę ulokowano w Zagоżdżonie. Niecały rok później, 18 sierpnia 1932, nazwę Zagоżdżona zmieniono na Pionki, co w praktyce oznaczało zespojenie Zagоżdżona z Pionkami w jedną miejscowość, obejmującą całą gminę. Jesienią 1933 roku przeprowadzono w Polsce reformę administracyjną, kiedy to zlikwidowano Zebranie Gminne, zastępując je Radą Gminy. Gmina Pionki, której obszar stanowił tylko jedną miejscowość, w myśl art. 15 ust. 4 ustawy samorządowej nie została podzielono na gromady.
Podczas II wojny światowej gminę Pionki włączono do Generalnego Gubernatorstwa (dystrykt radomski, powiat radomski), gdzie w 1943 roku liczyła aż 7362 mieszkańców.
Po wojnie w województwie kieleckim, w reaktywowanym powiecie kozienickim, jako jedyna gmina powiatu nie podzielona na gromady. W związku z reformą znoszącą gminy jesienią 1954 roku, dotychczasową gminę Pionki połączono z dotychczasową gromadą Zagożdżon-Działki (z gminy Kozienice) tworząc nową gromady Pionki. 13 listopada 1954, po zaledwie sześciu tygodniach funkcjonowania, gromadę Pionki zniesiono w związku z nadaniem jej praw miejskich, przez co Zagożdżon stał się obszarem miejskim w mieście Pionki.